# Lille Virgil og Orla Frøsnapper
Lille Virgil og Orla Frøsnapper er en dansk film fra 1980. instrueret af Gert Fredholm. Manuskriptet er skrevet af Hans Hansen, Peter Høimark og Gert Fredholm efter en roman af Ole Lund Kirkegaard.
Filmen er en blanding af historierne; "Lille Virgil" og "Orla Frøsnapper"
"Orla Frøsnapper" blev genindspillet som animationsfilm, i 2011.

## Medvirkende
| Skuespiller          | Rolle                 |
| -------------------- | --------------------- |
| Bror Bødtker-Næss    | Lille Virgil          |
| Christian Honoré     | Oskar                 |
| Katinka Bødtker-Næss | Sille                 |
| Allan Olsen          | Orla Frøsnapper       |
| Karl Stegger         | Smeden                |
| Gotha Andersen       | Købmanden             |
| Elin Reimer          | Fru Madsen            |
| Inger Hovman         | Fru Oskar             |
| Peter Schrøder       | Oskars far Viktor     |
| Poul Nesgaard        | Skolelærer            |
| Jesper Klein         | Kong Gulerod          |
| Tom McEwan           | Cirkusdirektør        |
| Arthur Jensen        | Kanonkonge, Don Kraus |
| Claus Nissen         | Mr. Strong            |
| Jess Ingerslev       | Cirkusmusikanten      |

## Eksterne links
- Lille Virgil og Orla Frøsnapper på Internet Movie Database (engelsk)
- Lille Virgil og Orla Frøsnapper på Filmdatabasen
- Lille Virgil og Orla Frøsnapper på danskefilm.dk
- Lille Virgil og Orla Frøsnapper på danskfilmogtv.dk
- Lille Virgil og Orla Frøsnapper i Svensk Filmdatabas (svensk)
- Lille Virgil og Orla Frøsnapper på MovieMeter (nederlandsk)
- Lille Virgil og Orla Frøsnapper på AllMovie (engelsk)
- Lille Virgil og Orla Frøsnapper på Turner Classic Movies (engelsk)
- Lille Virgil og Orla Frøsnapper på The Movie Database (engelsk)